# Donald Hebb
Donald Olding Hebb (Chester (Nova Scotia), 22 juli 1904 – aldaar, 20 augustus 1985) was een Canadese psycholoog die grote betekenis heeft gehad voor de integratie van neurowetenschap en psychologie.

## Reverbererende circuits
Hebb geniet vooral bekendheid door zijn uit 1949 stammende theorie van reverbererende neurale circuits (gepubliceerd in: The Organization of Behaviour), kortweg de regel of het effect van Hebb genoemd.
Deze theorie gaat uit van de veronderstelling dat er, als twee met elkaar verbonden zenuwcellen A en B gedurende enige tijd worden gestimuleerd, een structurele verandering optreedt in de verbindende synaps. Voorwaarde hiervoor is dat zowel het presynaptische als postsynaptische neuron gelijktijdig actief is. De verandering in de synaps kan het karakter hebben van facilitatie (versterking) of inhibitie (afzwakking) van neurale transmissie. Deze eenvoudige maar briljante theorie vormde de hoeksteen van latere theorieën over leren en opbouw van geheugensporen (ook wel engram genoemd) in een neuraal netwerk. De kern van Hebbs theorie was het begrip 'cell assembly', een netwerk van een groep zenuwcellen dat over een relatief groot gebied in de hersenen verspreid kan liggen, en als een functioneel gesloten systeem functioneert. Stimulatie van een klein deeltje of zelfs een enkele cel uit het netwerk zal dus niet alleen de specifieke cel laten vuren, maar kan aanleiding geven tot activatie van het totale netwerk.
Hoewel binnen de neurobiologie nog geen overeenstemming bestaat over de precieze werking van synaptische mechanismen bij het leren, vertoont het door Hebb vanuit de intuïtie geschetste mechanisme veel overeenkomst met het verschijnsel van Long Term Potentiation (LTP), dat in 1973 door Bliss en Lømo in de hippocampus van konijnen is ontdekt.